# Old Leckie House
Old Leckie House ist ein Herrenhaus nahe der schottischen Ortschaft Gargunnock in der Council Area Stirling. Das Bauwerk wurde 1971 in die schottischen Denkmallisten in der höchsten Denkmalkategorie A aufgenommen.

## Geschichte
Bereits seit dem frühen 14. Jahrhundert gehörte die Länderei der Familie Leckie. Ehemals setzte man das späte 17. Jahrhundert als Bauzeitraum der heute als Old Leckie bezeichneten Laird-Residenz an. Anhand architektonischer Details wird heute hingegen der Zeitraum zwischen 1530 und 1570 als wahrscheinlicher angesehen. Auf Grund von Schulden verloren die Leckies 1668 das Anwesen an David Moir. Ein Nachfahre Moirs war in der Jakobitenbewegung engagiert und Bonnie Prince Charlie nächtigte am 13. September 1745 auf Old Leckie. 1829 wurde das ein kurzes Stück östlich gelegene New Leckie House errichtet. Die aus Alloa stammende Brauerfamilie Younger erwarb die Länderei Leckie im Jahre 1906. Zwei Jahre später ist verzeichnet, dass Old Leckie House zu diesem Zeitpunkt von Arbeiterfamilien bewohnt wurde.
Aus finanziellen Gründen wurde New Leckie in der Mitte des Jahrhunderts veräußert. Old Leckie stand leer und verfiel zusehends. In den frühen 1970er Jahren wurde das Herrenhaus restauriert. In diesem Zuge wurden Anbauten aus dem 18. Jahrhundert abgebrochen und das Haus in seinen Ursprungszustand versetzt.

## Gebäude
Old Leckie House steht isoliert rund einen Kilometer westlich von Gargunnock. Es gilt als bedeutendes Beispiel der Übergangsarchitektur zwischen bewehrten Laird-Residenzen und einer zivilen Herrenhausarchitektur. Mit dem an der Südseite heraustretenden Kreuzgiebel weist das dreistöckige Old Leckie House einen T-förmigen Grundriss auf. Seine Fassaden sind mit Harl verputzt, wobei Natursteindetails ausgespart wurden. Im Innenwinkel, oberhalb des Eingangsportals, kragt ein Turm aus, der mit einem steilen Kegeldach schließt. Die abschließenden, schiefergedeckten Satteldächer sind mit Staffelgiebeln gestaltet.